# 라 비 앙 로즈 (영화)
《라 비앙 로즈》(원제:프랑스어: La môme, 영어: La Vie en rose)는 2007년 개봉한 프랑스의 전기 영화이다. 프랑스의 가수 에디트 피아프의 일생을 주요 내용으로 삼고 있으며, 올리비에 다앙이 감독을, 마리옹 코티야르가 주연을 맡았다. 영화의 영문명인 피아프의 대표적인 곡에서 따 온 것이다. 이 영화는 프랑스의 대표적 영화상인 세자르 상의 다섯 개 부문을 수상하였으며, 프랑스 영화로는 최초로 아카데미상 여우주연상과 분장상의 두 개 부문을 수상하였다.
원제인 La môme에서 môme은 어린아이라는 뜻으로 에디트 피아프가 가진 별명이었다.
대한민국에서는에서 ㈜유레카픽쳐스에서 수입하여 2007년 11월 21일에 극장 개봉하였고, 2008년 3월 5일에 영화관 '미로 스페이스'에서 재상영하였다.

## 흥행
이 영화는 총 81,945,871달러의 흥행 성적을 거두었는데, 이 중 프랑스어권 국가인 프랑스, 알제리, 모나코, 모로코, 튀니지에서의 수입이 42,014,775달러에 달했다. 북미에서의 흥행 수입은 10,072,300달러였는데, 이는 지난 10년간 프랑스어 영화 중 아멜리에와 늑대의 후예들에 이어 세 번째로 많은 수치이다.

## 배역
- 마리옹 코티야르 - 에디트 피아프 역
- 장피에르 마르탱 - 막셀 세르당
- 제라르 드파르디외 - 루이 레플리
- 파스칼 그레고리 - 루이 바리에르
- 실비 테스튀 - 모몬
- 마크 바르베 - 레몽 아소

## KBS 성우진 (2008년 12월 19일)
- 송도영 - 에디트 피아프(마리옹 코티야르)
- 송두석 - 레이몽(마크 바르베)
- 장광 - 르플레(제라르 드파르디외)
- 이호인 - 루루(파스칼 그레고리)
- 구자형 - 마르셀(장피에르 마르탱)
- 송덕희 - 마몬(실비 테스튀)
- 김관진 - 루이(장폴 루브) / 의사(게릭 헤이건)
- 정옥주 - 루이즈(카트린 알레그레)
- 구민선 - 아네타(클로틸드 쿠로) / 에디트의 하녀
- 정현경 - 티틴(에마뉘엘 세니에르)
- 원호섭 - 기자(피에르 페이리초웃) / 술집 주인
- 이규석 - 에디트의 남편(로랑 올메도) / 서커스 단원(올드리치 후리흐) / 레스토랑 웨이터(올리비에 라우) / 에디트의 메니저